# Anki
Anki (яп. 暗記 — запам'ятовування) — безкоштовна програма з відкритим кодом для полегшення запам'ятовування слів, виразів і будь-якої іншої інформації за допомогою розподілених повторень. Алгоритм SM2, створений для SuperMemo наприкінці 1980-х років, є основою розподілених методів повторення і покладений в основу роботи програми. Пізніше алгоритм було модифіковано, що дозволило визначати пріоритети в картах та показувати картки в порядку їх терміновості. У версії 23.10 було додано новий алгоритм FSRS, який користувачі можуть ввімкнути у налаштуваннях. Картки представляються за допомогою HTML та можуть включати текст, зображення, звуки, відео, та математичні вирази в LaTeX. Картки разом із статистикою користувача зберігаються у відкритому форматі SQLite.

## Функції
Основу бази даних Anki (колекції), що зберігаються в форматі SQLite, складає список записів (notes; до версії 2.0 — «фактів»). Кожний запис є набором полів зі словами, визначеннями, вимовами і т. д., з яких за замовчуванням в базі шаблонам автоматично створюються карточки. Поля можуть складатися з HTML зі стилями, зображеннями, звуками (з версії 0.9.9.6 підтримується запис), відео (з версії 0.9.9.8.2) і LaTeX.
Anki може працювати так, щоб різні карточки, згенеровані з одного запису (наприклад, «картинка → слово» і «слово → картинка»), не з'являлися підряд (у версії 1.x час налаштовується; з версії 2.0.21 вони за замовчуванням відкладаються на завтра, відкладання можна повернути на раніше). Доступне для користувача налаштування і багато інших змінних.
Якщо при оцінці відповіді допущена помилка, оцінку можна скасувати.
Доступна деяка кількість статистики у вигляді цифр і графіків.
Були спеціальні функції для вивчення японської мови — наприклад, при введенні в полі «питання» кандзі в полі «відповідь» може автоматично вводитися відповідна фуріґана. З версії 0.9.9.8.2 функції для японської і китайської мов винесені в плагіни.
Anki підтримує синхронізацію із сервером, реєстрація на якому безкоштовна. Розміщуючи «колоду» карток на сервері, її можна синхронізувати з декількома пристроями або заучувати, використовуючи сайт (AnkiWeb). З версії 2.1.57 можна синхронізувати картки на власному сервері.

## Алгоритм
Перші версії Anki використовували алгоритм SM5. Однак, зі слів авторів, виявилося, що алгоритми SM3 і новіші, в яких, на відміну від SM2, відповідь на одну картку впливає на час появи інших, схожих на неї, насправді мають значні недоліки в порівнянні з SM2, в якому при відповіді встановлюється проміжок тільки для даної картки. Це особливо помітно при нерегулярному зверненні до програми. Тепер Anki використовує алгоритм, що ґрунтується на SM2.
У версії 23.10 було додано новий алгоритм FSRS, який користувачі можуть ввімкнути у налаштуваннях. Станом на січень 2024 року він перебуває у фазі активного тестування через що користувачі повинні вмикати його самостійно у налаштуваннях. У майбутньому планується змінити стандартний алгоритм Anki на FSRS.

## Версії для різних пристроїв[7]
Офіційні версії, що підтримуються автором:
- Anki (на основі PyQt; також називається «AnkiDesktop») — основна версія, для настільного комп'ютера (Windows, Mac OS X, Linux, FreeBSD; можна запустити на Maemo)
- AnkiMobile — мобільні додатки тільки для iOS із закритим вихідним кодом. Додаток платний (фінансує розробку Anki)
- AnkiWeb — вебдодаток для повторень і хостинг колод і додатків (плагінів)

сумісні:
- AnkiDroid — безкоштовне мобільний додаток з відкритим вихідними кодом для Android-пристроїв, від інших авторів.[8] Дозволяє редагувати картки, а також використовувати інший сервер синхронізації.
- AnkiUniversal — універсальний додаток Windows (Універсальна платформа Windows|UWP) для пристроїв на базі Windows 10[9]. Його можна встановити на ПК, приставки Xbox, смартфони на Windows 10 Mobile, окуляри.

## Історія
5 жовтня 2011 року автор програми оголосив днем п'ятиріччя Anki, так як найстаріше зі знайдених їм згадок про неї відносилося до 5 жовтня 2006 року (це також дата першого запису у файлі ChangeLog програми для інтервальних повторень на основі Emacs, Flashcard).
6 жовтня 2012 року вийшла версія 2.0.0.
- Замість окремих колод (файл + каталог з медіа) тепер використовується одна колекція (файл БД + каталог з медіа) з деревоподібною структурою колод, між котрими легко переміщувати картки.
- Питання і відповіді генеруються програмою за шаблоном.